# Zaklęta miłość
Zaklęta miłość (oryg. Sortilegio) – meksykańska telenowela emitowana oryginalnie w drugiej połowie 2009 roku przez stację Televisa, a w Polsce na antenie TV4 od 24 listopada 2009 do 13 kwietnia 2010. Od 7 czerwca 2011 ponownie emitowana przez stację TV4. Jest to remake telenoweli Ty albo nikt.

## Fabuła
Maria Jose jest prostą dziewczyną z małego miasteczka. Marzy o dniu, w którym poślubi Alejandra Lombardo. Maria nie wie jednak, że ten, którego pokochała jako Alejandra, to w rzeczywistości Bruno, przyrodni brat Alejandra. Alejandro właśnie odziedziczył ogromny spadek, a Bruno uknuł perfidny plan: poślubi Marię Jose jako Alejandro, zamorduje Alejandra, rzekoma wdowa po Alejandrze odziedziczy cały majątek, a on bez trudu wejdzie w jego posiadanie wykorzystując uczucie, jakim darzy go Maria Jose. Bruno wciela w życie swój plan i żeni się z Marią Jose, a zaraz po ślubie wyjeżdża w interesach oraz pozoruje wypadek samochodowy Alejandra. Wkrótce dziewczyna zostaje powiadomiona o śmierci męża i razem z siostrą Paulą wyjeżdża do Meridy. Tam jednak nie wszystko jest takie, jak być powinno. Okazuje się, że Alejandro to w rzeczywistości właściciel najlepszej w kraju firmy budowlanej pochodzący z wpływowej i zamożnej rodziny, a nie, jak mówił, skromny pracownik. Maria Jose nie rozumie, dlaczego mąż nie powiedział jej prawdy o sobie i nie potrafi odnaleźć się wśród zamożnych, niechętnie odnoszących się do niej ludzi, którzy nie mogą zrozumieć, jak rozważny dotąd chłopak w tajemnicy mógł się z kimś ożenić, mając wcześniej romans z Maurą. Bruno wyznaje zszokowanej wdowie prawdę o sobie i szantażem zmusza ją do udawania. Tymczasem, jak się okazuje, Alejandro nie zginął, lecz został uratowany przez wieśniaków. Ku zaskoczeniu i radości wszystkich wraca do domu i odkrywa, że tuż przed wypadkiem ożenił się z nieznaną mu dziewczyną. Maria Jose jest w szoku, gdyż od teraz musi kłamać i udawać żonę mężczyzny, którego nie kocha. Alejandro będąc pod urokiem Marii Jose i przekonany do swoich racji, rozpoczyna śledztwo, kim dziewczyna jest naprawdę i planuje przy tym rozkochać ją w sobie. W tym czasie Maria Jose zakochuje się w Alejandro i wyznaje mu prawdę o sobie. Ten chce nadal prowadzić grę przybranego brata i udawać przed wszystkimi udane małżeństwo z Marią Jose.

## Obsada
- William Levy jako Alejandro „Alex” Lombardo – syn Antonia i Adriany, przybrany syn Victorii, brat Bruna i Raquel, zakochany w Marii Jose, ojciec Antonia „Tony'ego”, przyjaciel Fernando.
- Jacqueline Bracamontes jako Maria José Samaniego de Lombardo/Sandra Miranda – córka Pedro i Eleny, siostra bliźniaczka Sandry, siostra Pauli, zakochana w Alejandro, matka Antonia „Tony'ego”, przybrana wnuczka Porfiria/córka Pedro i Eleny, siostra bliźniaczka Marii Jose, siostra Pauli, kochanka Ulisesa, przybrana wnuczka Porfiria, uzależniona od narkotyków, umiera z przedawkowania.
- Daniela Romo jako Victoria Viuda (wdowa) de Lombardo – wdowa, matka Bruna i Raquel, przybrana matka Alejandra, skrywa rodzinną tajemnicę, pisze wiersze i powieści, zakochuje się w młodszym od niej Fernando.
- Gabriel Soto jako Fernando Alanís – przyjaciel Alejandro, architekt z firmy Lombardo, ma siostrę Katię, którą sam wychowuje od śmierci rodziców, bratanek Emiliana, zakochany w Victorii.
- David Zepeda jako Bruno Damian Albéniz/Lombardo – syn Victorii, brat bliźniak Raquel, przyrodni brat Alejandra, zakochany w Marii Jose, kochanek Katii, zabity przez Ericka.
- Chantal Andere jako Raquel Albéniz Castelar – córka Victorii, siostra bliźniaczka Bruna, żona Roberta, alkoholiczka, przyjaciółka Maury i Lisette, zakochana w Ulisesie, z którym ma córkę Vicky, po śmierci Ulissesa idzie na odwyk.
- Ana Brenda Contreras jako Maura Albarrán – siostra Lisette, zakochana w Alejandro, przyjaciółka Raquel, Roberta i Ulisesa, wspólniczka Bruna, później w więzieniu.
- Daniela Luján jako Lisette Albarrán – siostra Maury, potem chora na białaczkę, z której zostaje wyleczona, przyjaciółka Raquel, Roberta i Ulisesa, później przyjaciółka Lety.
- Marcelo Córdoba jako Roberto Castelar – mąż Raquel, biseksualista, romansuje z kobietami i Ulisesem, przyjaciel Maury, Lisette.
- Héctor Sáez jako Pedro Samaniego – ojciec Marii Jose i Pauli, mąż Eleny.
- Wendy González jako Paula Samaniego Miranda – siostra Marii Jose i Sandry, córka Pedra i Eleny, studentka informatyki, zakochana w Roberto, później dziewczyna Gabriela.
- Julián Gil jako Ulises Villasenor, przyjaciel i kochanek Roberta, biseksualista, kochanek Sandry i Raquel, ojciec Vicky, zabity przez Bruna.
- Luis Couturier jako dr. Hernán Plascencia – lekarz, przyjaciel rodziny Lombardo i udziałowiec w firmie Lombardo, zakochany w Victorii.
- Fernando Allende jako Antonio Lombardo – mąż Adriany, później mąż Victorii, ojciec Bruna, Raquel i Alejandra.
- Felicia Mercado jako Adriana Villavicencio de Lombardo, żona Antonia, matka Alexa, zmarła przy porodzie.
- Sergio Ramirez jako Samuel Albéniz – pierwszy mąż Victorii, niespełniony pisarz, przyjaciel Antonia, przybrany ojciec Bruna i Raquel.
- María Victoria jako Felipa Gracia – służąca w domu rodziny Lombardo, przyjaciółka i powierniczka Victorii.
- Manuela Ímaz jako Katia Alanis – młodsza siostra Fernando, przyjaciółka Lisette, zakochana w Bruno, jego kochanka.
- Guillermo Zarur jako Ezequiel – kamerdyner rodziny Lombardo.
- Adalberto Parra jako Erick – szofer rodziny Lombardo, podwładny Bruna.
- José Carlos Ruiz jako Jesús „Chucho” Gavira Pérez – wieśniak, przyjaciel Pedro, Gabriela i Mechce, zakochany w Meche.
- Rosita Pelayo jako Mercedes „Meche” Brito – siostra Gabriela, przyjaciółka Pedra i Jesusa „Chucho”.
- Carlos Giron jako Gabriel Brito – brat Meche, zakochany w Pauli, później jej chłopak i rzeźbiarz.
- Azela Robinson jako Elena Miranda de Kruguer – matka Marii Jose, Sandry i Pauli, żona Pedra, bigamistka, żona dr Krugera, później w więzieniu.
- Otto Sirgo jako Jorge Kruger – lekarz neurolog, naukowiec, mąż Eleny, przybrany ojciec Sandry, zabity przez Porfiria.
- Aarón Hernán jako Porfirio Betancourt – były teść Eleny, przybrany dziadek Marii Jose, Sandry i Pauli, bogacz, mieszka pod Toluca, nienawidzi Eleny i Jorge, przyjaciel Emiliana Alanisa, nieuleczalnie chory na raka prostaty, umiera na atak serca.
- Patricio Castillo jako Emiliano Alanis – wujek Fernanda i Katii, przyjaciel Porfiria, mieszka pod Toluca.
- Arturo Lorca jako Arturo – szofer rodziny Lombardo, kuzyn Ezequiela.
- Christina Pastor(inne języki) jako Marie – sekretarka Alexa i Fernanda.